# Aklavik
Aklavik (de Inuvialuktun que significa lugar do urso cinzento) é uma vila localiza na Região de Inuvik, nos Territórios do Noroeste, Canadá. Até 1961, a comunidade serviu como centro administrativo regional para o governo territorial. As condições das construções fizeram com que o leste da cidade se desenvolvesse. No entanto, muitos residentes têm perseveraram e mantiveram Aklavik como uma comunidade. O prefeito de Aklavik é Billy Storr, cujo mandato termina em 2012.